# Универзитетски кампус у Новом Саду
Универзитетски кампус у Новом Саду је смештен у Новом Саду, административном центру Војводине. У њему је смештен Универзитет у Новом Саду, други по величини од 6 универзитета у Србији.
Кампус заузима површину од 256.807 m2 и смештен је на левој обали Дунава близу центра Новог Сада. Уз зграду Ректората, универзитетски кампус се састоји од факултета, Студентског центра са два дома за студенте („Вељко Влаховић“ и „Слободан Бајић“) и мензом, дома за асистенте, студенстког дома здравља и Центра за физичку културу.

## Факултети
Од 13 факултета који чине новосадски универзитет, 9 се налази у Новом Саду. Од тога се у кампусу налази 7 факултета:
- Филозофски факултет
- Пољопривредни факултет
- Технолошки факултет
- Правни факултет
- Факултет техничких наука
- Природно-математички факултет
- Факултет за физичку културу

Ван кампуса се налази Медицински факултет, који је смештен у кругу Клиничког центра и Академија уметности која је смештена на Петроварадинској тврђави.

## Галерија
- Факултет техничких наука
- Филозофски факултет
- Природно-математички факултет
- Технолошки факултет
- Студентски дом Слободан Бајић
- Студентски дом Вељко Влаховић